# Peritrichia braunsi
Peritrichia braunsi är en skalbaggsart som beskrevs av Schein 1959. Peritrichia braunsi ingår i släktet Peritrichia och familjen Melolonthidae. Inga underarter finns listade i Catalogue of Life.